# Ricardo Londono
Ricardo Londoño-Bridge, född 8 augusti 1949 död 18 juli 2009, var en colombiansk racerförare. Han räknas som Colombias förste formel 1-förare, dock utan att ha kört något lopp.

## Racingkarriär
Londoño körde för Ensign i kvalificeringen inför Brasiliens Grand Prix 1981. Hans resultat var ganska bra men det förklarades ogiltigt. Anledningen var att FIA valde att inte ge honom någon licens för att delta i kvalificeringen och loppet på grund av hans ringa erfarenhet.
Londoño ersattes av schweizaren Marc Surer, som kvalificerade sig, slutade på fjärde plats och märkligt nog satte det snabbaste varvet i loppet.

## F1-karriär
| Säsong | Stall/Tillverkare | Poäng | Placering |
| ------ | ----------------- | ----- | --------- |
| 1981   | Ensign-Ford       | 0     | –         |